# Aricia aridogenita
Aricia aridogenita är en fjärilsart som beskrevs av Ruggero Verity 1928. Aricia aridogenita ingår i släktet Aricia och familjen juvelvingar. Inga underarter finns listade i Catalogue of Life.